# 百丈桥茶亭
百丈桥茶亭，位于中国广东省湛江市雷州市附城镇卜扎村前，为湛江市雷州市的一个市级文物保护单位，类型为古建筑，公布时间为1992年12月9日。
百丈桥茶亭的历史年代为清代。